# 삼성여객 (인천)
삼성여객(三成旅客)은 인천광역시 서구에 본사를 둔 인천광역시의 시내버스 회사이다.

## 연혁
- 2001년 8월 9일: 인천광역시 계양구 서운동 139-19에서 회사 설립. 자본금 350,000,000원
- 2001년 8월 28일: 인천광역시 계양구 임학동 34-22로 회사 이전.
- 2002년 1월 16일: 인천광역시 부평구 산곡동 311-27번지로 회사 이전.
- 2013년 10월 17일: 인천광역시 계양구 병방로35번길 1 (병방동)에 계양지점 설치.
- 2016년 5월 31일: 본사를 현 위치인 인천광역시 서구 원창로 74 (원창동)으로 이전.
- 2017년 6월 1일: 인천광역시 부평구 원적로471번길 10 (부평동), 마장로 216 (산곡동), 계양구 계양문화로 151 (용종동)에 각각 부평지점, 산곡지점, 용종지점 설치.
- 2017년 12월 31일: 계양지점 폐지.
- 2020년 3월 31일: 이상용 대표이사 사임. 이상기, 박진성 공동대표이사 취임.
- 2022년 4월 25일: 인천 최초(강화 제외) 하이거 하이퍼스 전기버스 출고.

## 운행 노선

### 지선버스
| 운행노선 | 운행구간         | 운행구간 | 운행구간             | 배차간격 (분) | 인가 대수 | 비고           |
| -------- | ---------------- | -------- | -------------------- | ------------- | --------- | -------------- |
| 506번    | 원창동(종점)     | ↔        | 명가빌라             | 13-17         | 8         | 본사 운행.     |
| 569번    | 한신휴아파트     | ↔        | 백운역               | 10-13         | 4         | 산곡지점 운행. |
| 570번    | 한신휴아파트     | ↔        | 부평시장(가구의거리) | 8 - 11        | 5         | 산곡지점 운행. |
| 582번    | 계산여고         | ↔        | 부평역               | 12-17         | 6         |                |
| 584번    | 원창동(종점)     | ↔        | 계양역               | 15-18         | 11        |                |
| 584-1번  | 서운일반산업단지 | ↔        | 부평역               | 25-30         | 3         |                |
| 587번    | 계산역           | ↔        | 계산역               | 12-20         | 2         |                |

### 과거 운행노선

#### 지선버스
- ● 560번: 부평여고 ~ 부평역 (2012년 8월 1일 자로 해성운수에게 양도)
- ● 568번: 원적산터널 ~ 부평역 (폐지)(현재 해성운수에서 운행하는 568번과는 무관 )
- ● 557번: 희망천입구 ~ 부평시장 (2017년 9월 6일 자로 해성운수에게 양도)

## 차량
- 비야디 자동차
  - BYD eBus-9

- 하이거 버스
  - 하이거 하이퍼스 1609 EV

## 본점 및 지점 현황
- 본점: 인천광역시 서구 원창로 74 (원창동)
- 부평지점: 인천광역시 부평구 원적로471번길 10, 2층 (부평동)
- 산곡지점: 인천광역시 부평구 마장로 216 (산곡동)
- 용종지점: 인천광역시 계양구 계양문화로 151, 지하층 (용종동, 신대진아파트상가)